# Neoperilampus niger
Neoperilampus niger är en stekelart som beskrevs av Girault och Alan Parkhurst Dodd 1915. Neoperilampus niger ingår i släktet Neoperilampus och familjen puppglanssteklar. Inga underarter finns listade i Catalogue of Life.